# Władysław Furka
Władysław Furka (ur. 9 lutego 1917 w Straconce, zm. 30 kwietnia 1968 w Nowym Jorku) – polski prawnik, absolwent Uniwersytetu Jagiellońskiego, działacz Stronnictwa Narodowego.

## Życiorys
Od 1933 roku należał do tajnej organizacji gimnazjalnej Młodzieży Wielkiej Polski. W 1935 roku wstąpił do Młodzieży Wszechpolskiej i Stronnictwa Narodowego. W latach 1935–1939 studiował na Wydziale Prawa UJ, a 1939 roku został prezesem Bratniej Pomocy UJ. Od 1943 roku kierował wydziałem młodzieżowym Zarządu Głównego SN.  Używał pseudonimu Emil. Wziął udział w powstaniu warszawskim, a po jego upadku został wywieziony do Niemiec. Ujawnił się w marcu 1947 roku. We wrześniu 1948 roku uciekł do Szwecji. Mieszkał w Wielkiej Brytanii, a potem we Francji. W latach 1956–59 redagował tam Biuletyn Narodowy. W  1959 roku wyjechał do USA, gdzie w 1960 roku został redaktorem Biuletynu Stronnictwa Narodowego w Stanach Zjednoczonych A. P.. Pochowany na  polonijnym cmentarzu w Doylestown. 